# Asociace výzkumných organizací

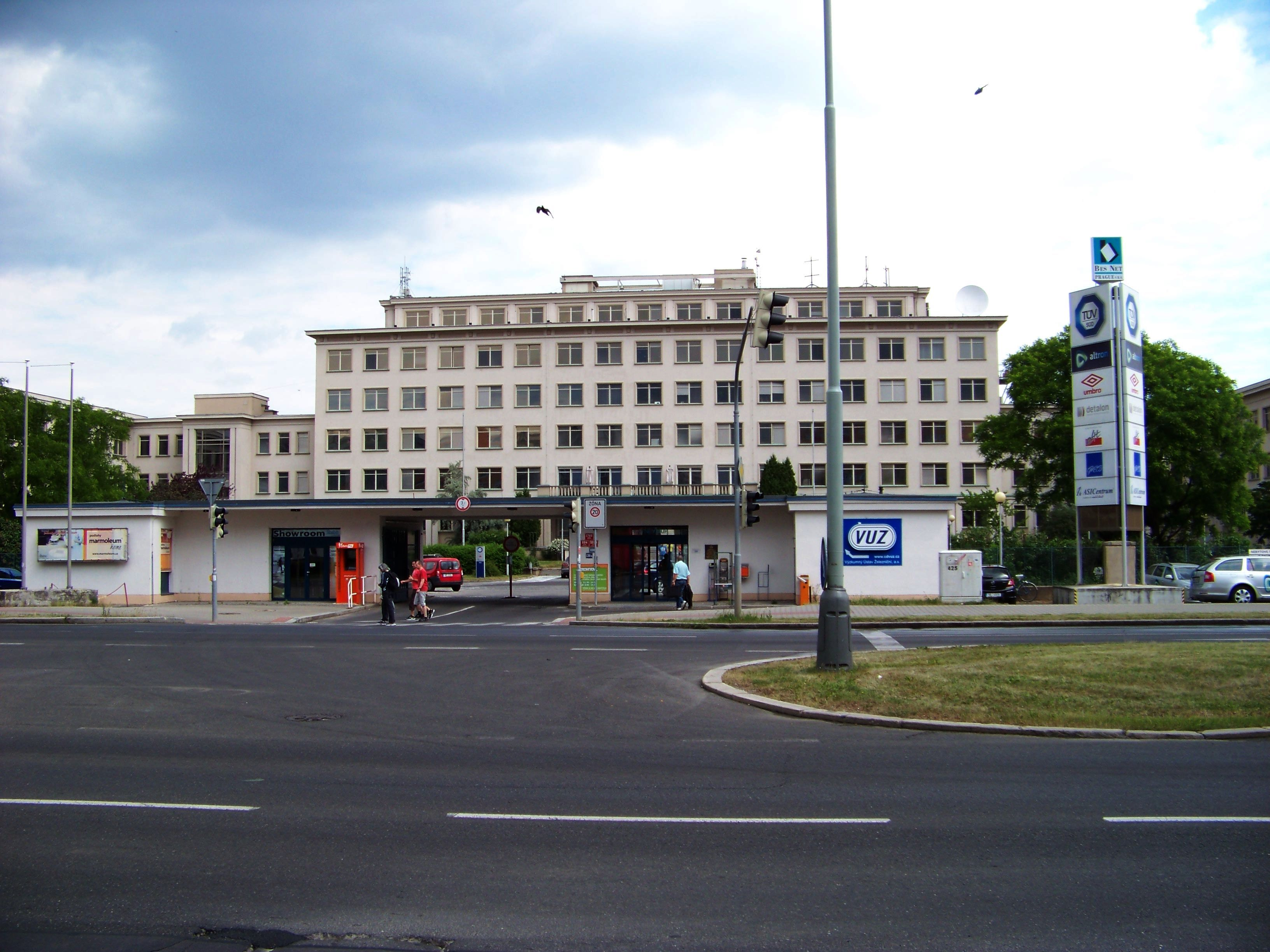
Praha-Braník, Novodvorská 994/138, sídlo AVO

Asociace výzkumných organizací (AVO) byla založena v roce 1990 v Brně jako dobrovolné sdružení právnických a fyzických osob. Zastupuje zájmy především těch subjektů, jejichž dosažené výsledky výzkumu a vývoje jsou v převážné míře komerčně využívány. V současné době reprezentuje téměř 8 tisíc lidí činných v této oblasti. Je jediným sdružením v ČR, které reprezentuje aplikovaný výzkum a vývoj v podnikatelské sféře, tedy výzkum rozvíjený a provozovaný převážně z privátních zdrojů a mimo sektor Akademie věd a vysokých škol. Cíle AVO:
- zastupování zájmů aplikovaného výzkumu a vývoje,
- propagace aplikovaného výzkumu a vývoje,
- informace, poradenství a expertízy.

## Členové AVO
| - AGRITEC PLANT RESEARCH s.r.o. - AGRITEC, výzkum, šlechtění a služby, spol. s r.o. - AGROTEST FYTO, s.r.o. - AGROVÝZKUM RAPOTÍN s.r.o. - ARCADIS Geotechnika, a.s. - ArcelorMittal Ostrava a.s., Výzkum - ATEKO, a.s. - B & M INTERNETS, s.r.o. - BESTEX, spol. s r. o. - BIC Brno, spol. s. r. o. - BIC Ostrava, spol. s. r. o. - CENTRUM DOPRAVNÍHO VÝZKUMU, v.v.i. - CENTRUM HYDRAULICKÉHO VÝZKUMU spol. s r.o. - CENTRUM ORGANICKÉ CHEMIE, s.r.o. - CENTRUM VÝZKUMU ŘEŽ s.r.o. - COMTES FHT a.s - DYNVIA, s.r.o. - EDIP s.r.o. - ELCERAM a.s. - ENVIROS, s.r.o. - EXBIO Praha, a.s. - Explosia a.s, Výzkumný ústav průmyslové chemie - FITE a.s. - GASCONTROL, s.r.o. - GENERI BIOTECH s.r.o. - GiTy, a.s. - výzkum - HAM - FINAL s.r.o. - CHMELAŘSKÝ INSTITUT, s.r.o. - INOTEX, SPOL. s.r.o. - KATCHEM, spol. s r.o. - KOEXPRO OSTRAVA, a.s. - MATERIÁLOVÝ A METALURGICKÝ VÝZKUM s.r.o. - MSV SYSTEMS CZ s.r.o. - NAV FLIGHT SERVICES, s.r.o. - NETWORK SECURITY MONITORING CLUSTER, družstvo - OCHI - INŽENÝRING, spol. s r.o. - OKsystem s.r.o. - OSEVA PRO, s.r.o., OZ Výzkumná stanice travinářská Zubří - RICARDO PRAGUE s.r.o. | - RIGAKU INNOVATIVE TECHNOLOGIES EUROPE s.r.o. - SOFTWARE TECHNOLOGY INSTITUT, a.s. - SPOLEČNOST INOVAČNÍHO CENTRA ELEKTRONIKY - SVÚM, a.s. - SVÚOM, s.r.o. - SYNPO, a.s. - Třinecké železárny, a.s.; TT-technologie a výzkum - TÜV SÜD Czech s.r.o. - ÚJV Řež, a.s. - UNIS, a.s. - URC Systems, spol. s r.o. - ÚSTAV APLIKOVANÉ MECHANIKY BRNO, s.r.o. - VIDIA spol. s r.o - VÍTKOVICE POWER ENGINEERING a.s. - oddělení výzkumu a vývoje - VÍTKOVICE-výzkum a vývoj-technické aplikace, a.s. - VÚB a.s. - VÚHŽ, a.s., Divize 8 Laboratoře a zkušebny - VÚK PANENSKÉ BŘEŽANY, s.r.o. - VÚSH, a.s. - VVUÚ, a.s., Divize 30 - Zkušebny - VVV MOST, spol. s.r.o. - VÝZKUMNÝ A ŠLECHTITELSKÝ ÚSTAV OVOCNÁŘSKÝ HOLOVOUSY,s.r.o. - Výzkumný a zkušební letecký ústav a.s. - VÝZKUMNÝ A ZKUŠEBNÍ ÚSTAV PLZEŇ, s.r.o. - VÝZKUMNÝ ÚSTAV ANORGANICKÉ CHEMIE, a.s. - VÝZKUMNÝ ÚSTAV BRAMBORÁŘSKÝ HAVLÍČKŮV BROD, s.r.o. - VÝZKUMNÝ ÚSTAV GEODETICKÝ, TOPOGRAFICKÝ A KARTOGRAFICKÝ, v.v.i. - VÝZKUMNÝ ÚSTAV MLÉKÁRENSKÝ PRAHA, s.r.o. - VÝZKUMNÝ ÚSTAV ORGANICKÝCH SYNTÉZ, a.s. - VÝZKUMNÝ ÚSTAV PÍCNINÁŘSKÝ TROUBSKO, s.r.o. - VÝZKUMNÝ ÚSTAV PIVOVARSKÝ A SLADAŘSKÝ, a.s. - VÝZKUMNÝ ÚSTAV POTRAVINÁŘSKÝ PRAHA, v.v.i. - VÝZKUMNÝ ÚSTAV PRO HNĚDÉ UHLÍ, a.s. - VÝZKUMNÝ ÚSTAV STAVEBNÍCH HMOT, a.s. - VÝZKUMNÝ ÚSTAV TEXTILNÍCH STROJŮ LIBEREC, a.s. - VÝZKUMNÝ ÚSTAV ZEMĚDĚLSKÉ TECHNIKY, v.v.i. - VÝZKUMNÝ ÚSTAV ŽELEZNIČNÍ, a.s. - ZEMĚDĚLSKÝ VÝZKUM, spol. s r.o. Troubsko - ZEMĚDĚLSKÝ VÝZKUMNÝ ÚSTAV KROMĚŘÍŽ, s.r.o. |